# Willie and the Hand Jive
Willie and the Hand Jive ist ein Rhythm-&-Blues-Song, der 1958 von Johnny Otis geschrieben und veröffentlicht wurde.

## Entstehungsgeschichte
Das Lied handelt von einem Mann, der durch einen Händetanz berühmt wird. Otis spielte hierbei auf die Teenager in Europa an, die in den Konzerten teilweise nicht tanzen durften und stattdessen während der Konzerte mit ihren Händen tanzten. Dieser Hand Jive kann aber auch als Anspielung auf Masturbation verstanden werden.
Musikalisch orientierte sich der Song an den Beats von Bo Diddley. Das Gitarrenriff, das Jimmy Nolen in der Originalversion spielte, verwendete Otis, um daraus die Erkennungsmelodie für seine Radioshow zu machen. Der Song platzierte sich 1958 auf Rang neun der Billboard Hot 100 und auf Platz fünf der Billboard R&B Charts. Otis trat mit dem Song auch in dem Film Juke Box Rhythm (1959) und in Play Misty for Me (1971) auf.

## Coverversionen
In den 1960er Jahren nahmen Cliff Richard und die The Strangeloves das Lied für ihr Album I Want Candy auf. Johnny Rivers coverte den Song 1973 für sein Album Blue Suede Shoes.
Eric Clapton interpretierte den Song 1974 auf seinem Album 461 Ocean Boulevard. In seiner Interpretation verlangsamte er das Stück. Kritiker Chris Welch meinte, dass dies dem Lied ein „langsames Brennen“ hinzufüge. Ken Emerson von Rolling Stone hingegen beschrieb das langsame Tempo als „verwirrend traurig“. Andere Kritiker lobten Claptons gesangliche Leistungen der Interpretation. Die Single erreichte Platz 26 der Billboard Hot 100 und Platz 28 in den Niederlanden. 1982 erschien das Lied auf dem Album Timepieces: The Best of Eric Clapton.
George Thorogood und die Destroyers nahmen 1985 eine Version für ihr Album Maverick auf. Die Interpretation belegte die Plätze 25 und 63 der Hot Mainstream Rock Tracks und der Billboard Hot 100. Allmusic Kritiker James Christopher Monger bezeichnete den Song als einen von Thorogoods „Höhepunkten“. Weiter erschien der Song auf den Alben Anthology von 2000, On Tap Plus von 2002, The George Thorogood Collection von 2003 und The Best of George Thorogood & the Destroyers von 2008.
Weitere Künstler, die den Song coverten, sind New Riders of the Purple Sage, The Flying Burrito Brothers, Sandy Nelson, The Tremeloes, Levon Helm und Grateful Dead.

## Soundtrack
Aufführungen des Stückes wurden in Clint Eastwoods Sadistico und im Film Die Verurteilten verwendet.